# Рэймонд, Гари
Гэри Рэймонд (англ. Gary Raymond; род. 20 апреля 1935, Брикстон, Лондон) — британский актёр театра, кино и телевидения.

## Биография
Гэри Рэймонд родился 20 апреля 1935 года в Лондоне в семье артистов, он был младшим из трёх детей.
В возрасте 11 лет получил стипендию в школе Gateway в Ланкастере, затем пять лет спустя окончил школу. Окончив школу, поступил в Королевскую академию драматического искусства, а затем был принят в Королевскую шекспировскую труппу, где сыграл много ролей в десятках спектаклей.
Рэймонд сыграл также много ролей в фильмах, среди его ролей наиболее известны принц Чарльз («Лунный всадник»), Клифф Льюис («Оглянись во гневе»), Джордж Холли («Внезапно, прошлым летом»), Аластер («Миллионерша»), Санчо Кастильский («Эль Сид»), Акаст («Ясон и аргонавты») и Святой Пётр («Величайшая из когда-либо рассказанных историй»).
Снимался во многих сериалах, среди которых известны роли в проектах Мартин Чезлвит («Мартин Чезлвит»), Пьер Гренгуар («Горбун из Нотр-Дама»), сержант Джек Моффитт («Крысиный патруль»), Джек Пул («Кедровое дерево») и архиепископ «Виктория и Альберт».